# Висенте Мария де Палафокс Сентурион и Сильва
Висенте Мария де Палафокс Сентурион-и-Сильва (исп. Vicente María de Palafox Centurión y Silva; 14 февраля 1756, Мадрид — 9 июля 1820, Мадрид) — испанский аристократ и придворный, 8-й маркиз де Ариса, 10-й маркиз де Эстепа, 11-й маркиз де Ла-Гуардия и адмирал Арагона.

## Биография

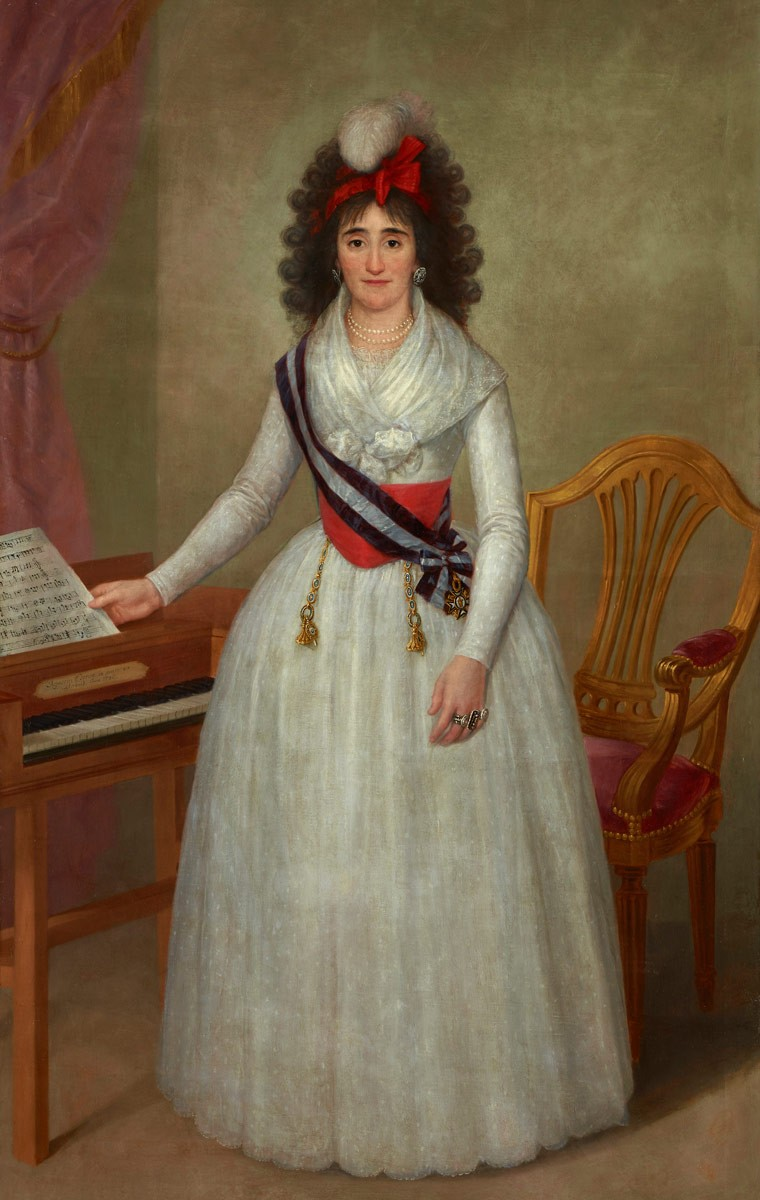
Мария де ла Консепсьон Бельвис де Монкада и Писарро (1760—1799), первая жена Висенте Марии Палафокс.

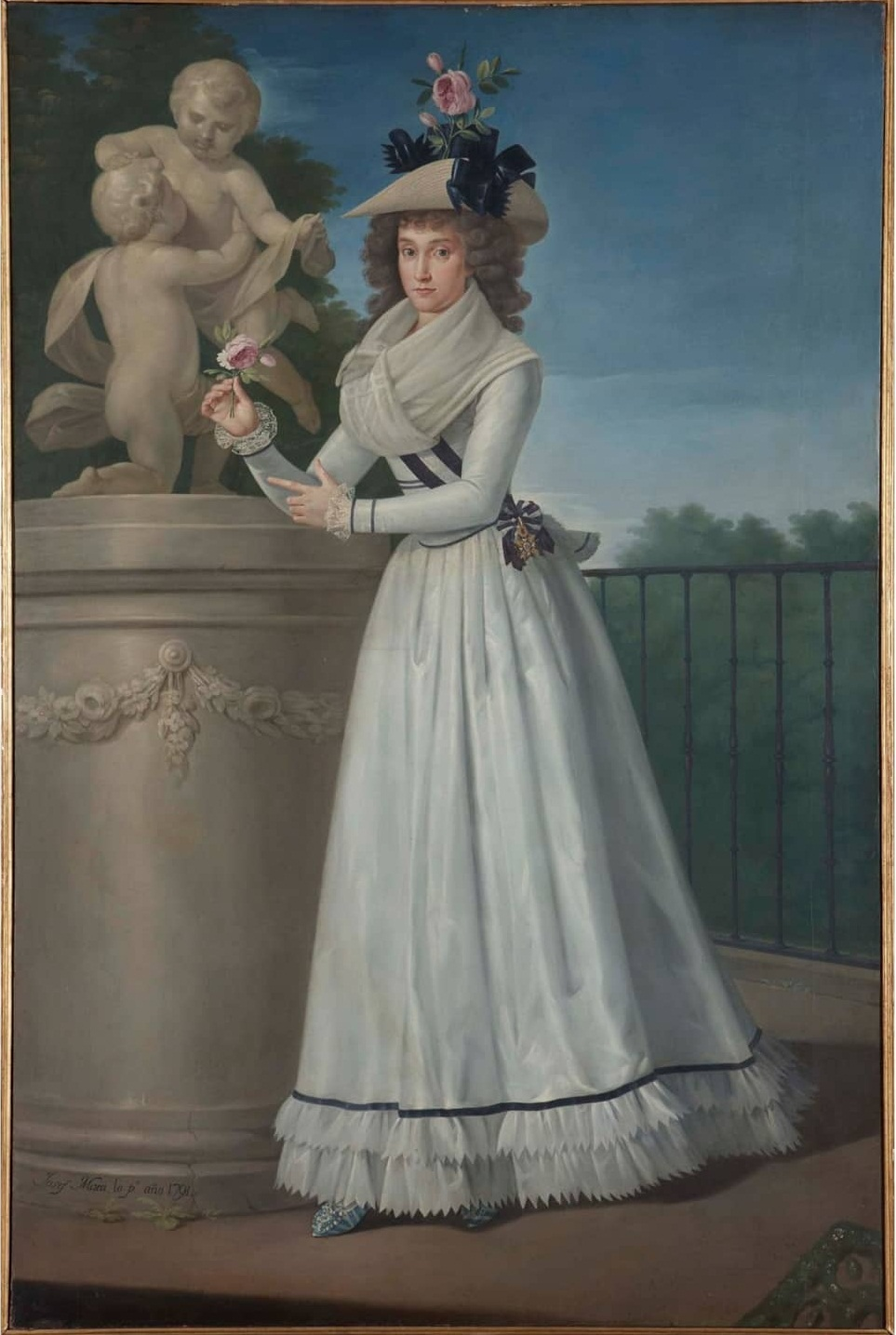
Мария Тереза де Сильва и Палафокс (1772—1818), вторая жена Висенте Марии Палафокс.

Родился 11 февраля 1756 года в Мадриде. Сын Фаусто Франсиско Палафокса Переса де Гусмана эль-Буэно (1731—1788), 7-го маркиза де Армуния, гранда Испании первого класса, кавалера ордена Карла III (1777), кавалера Золотого руна, адмирала Арагона, сеньора баронства Каспе, Бениса, Котес, Альдеа-де-Валенсия, Суэка, Кальмарса и Теулада, главного конюшего принцессы Астурийской, и его первой жены Марии Терезы Сильва-Базан-и-Сармьенто, дочери маркиза Санта-Крус.
Его дед по отцовской линии, Хоакин Антонио Хименес де Палафокс Сентурион де Кордова, 6-й маркиз Ариса (1702—1775), был камергером Королевской палаты Фердинанда VI и главным конюшим овдовевшей королевы Изабеллы де Фарнезе, а затем и принца Астурийского Карлоса. Его отец, также кавалер палаты, в 1777 году был назначен конюшим принцессы Марии Луизы Пармской.
Поэтому он имел обширные дворцовые связи и, кроме того, женился 10 января 1778 году в Мариде первым браком на Марии де ла Консепсьон Бельвис де Монкада и Писарро (5 декабря 1760 — 11 октября 1799), дочери главной горничной дворца, маркизы Сан-Хуан де Пьедрас Альбаса, поэтому его продвижение при дворе было быстрым. Первый брак был бездетным.
Адмирал Арагона, алькальд де лос Ихосдальго де Кастилия, покровитель колледжа Сан-Клементе-де-лос-Эспаньолес в Болонье, фельдмаршал королевской армии, камергер при королевском дворе. Почетный академик Королевской академии дворянства и изящных искусств Сан-Луис-де-Сарагоса, 11 сентября 1801 года.
14 сентября 1800 года Висенте Мария де Палафокс женился вторым браком на своей кузине Марии Терезе де Сильва-Фернандес де Ихар-и-де Палафокс (10 марта 1772 — 29 апреля 1818), вдове Хакобо Фелипе Фиц-Джеймса Стюарта цу Столберг-Гедерна, 5-го герцога Бервика (1773—1794). От второго брака родилась единственная дочь:
- Мария Елена Палафокс Ребольедо Сентурион Портокарреро и Сильва (7 февраля 1803 — 27 декабря 1837), 9-я маркиза Ариса, 10-я маркиза Эстепа и 8-я графиня Монклова. В феврале 1820 года в Мадриде она вышла замуж за Хосе Агустина де Идиакеса-и-Карвахаля, сына герцога Гранады-де-Эга.

В 1808 году маркиз де Ариса был заменен на посту королевского камергера своим зятем, Игнасио де Артеага и Идиакесом, маркизом Вальмедиано. Придя на престол, французский король Жозеф I Бонапарт утвердил его на посту главного официанта, но он ушел с этой должности после битвы при Байлене.
Когда король Испании Фердинанд VII вернулся на королевский трон в мае 1814 года, он снова назначил его королевским кмергером, и эту должность он занимал до своей смерти, через несколько месяцев после начала либерального трехлетия.